# Bukovska vas

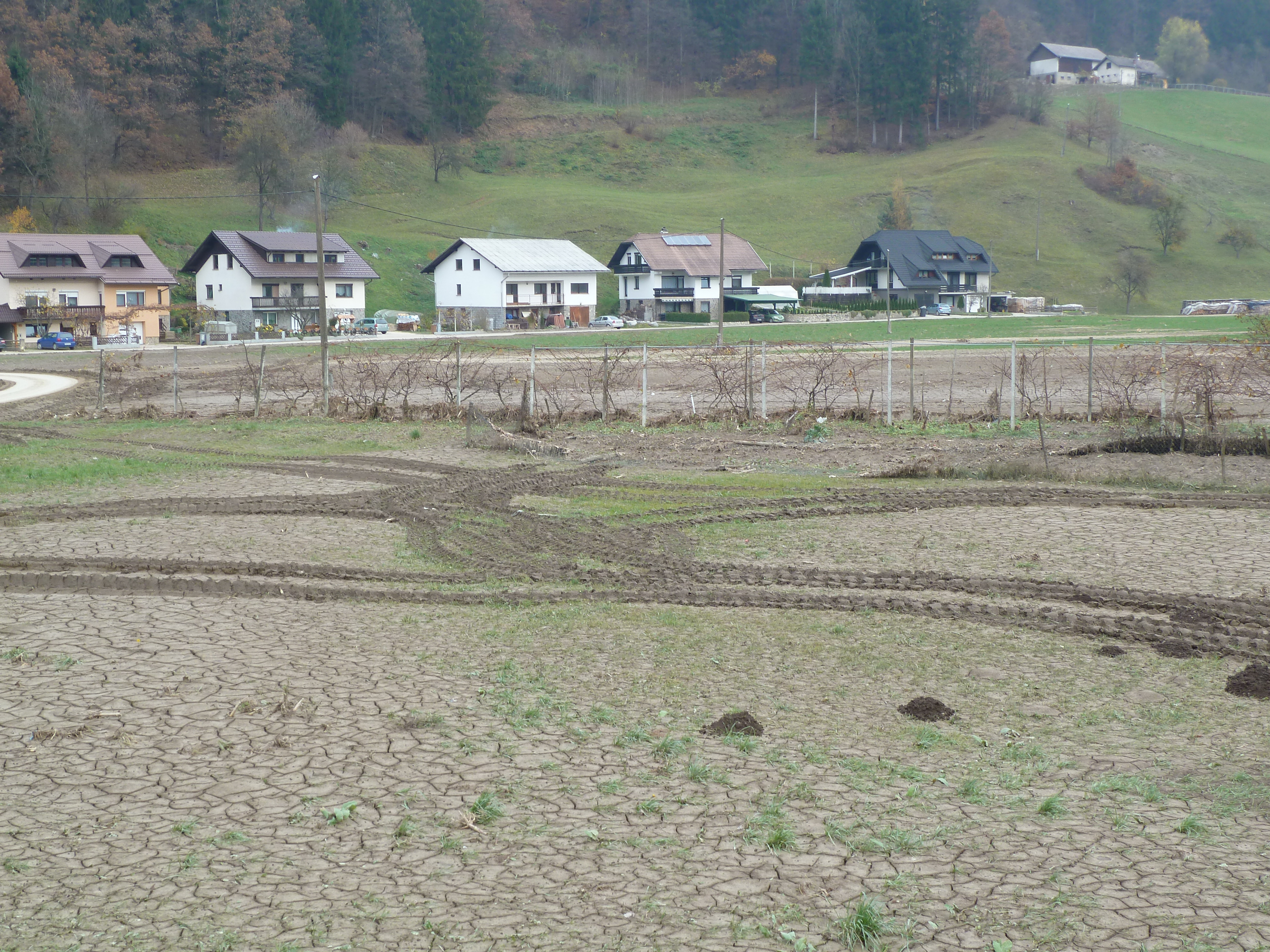
Bukovska vas - záplavové území

Bukovska vas je jedním z 24 sídel, která tvoří občinu Dravograd ve Slovinsku. V roce 2002 zde žilo 341 obyvatel.

## Poloha, popis
Vesnice se rozkládá na jihu občiny. Táhne se podél silnice č. 4 v délce zhruba 3 km a nejširší místo území je okolo 500 m. Podél východní hranice protéká říčka Mislinja. Nadmořská výška je od jihu k severu zhruba od 385 až po 355 m. Na území sídla se rozkládají pole a louky.
Rozloha území sídla je 1,32 km². Jeho střed je vzdálen od Dravogradu přibližně 6 km a leží zhruba uprostřed cesty mezi Slovinským Hradcem (slovinsky Slovenj Gradec) a Dravogradem. Spojení do obou míst je pravidelnou autobusovou dopravou.

## Sousedé
Bukovska vas sousedí s těmito sídly: Šentjanž pri Dravogradu a Otiški Vrh na severu, Pameče na východě, Gmajna na jihozápadě a Selovec na západě.